# 林翔云
林翔云（1952年—），出生于福建南安洪濑镇，曾就读于南安国光中学，现为牡丹香化有限实业有限公司董事长，厦门大学兼职教授。

## 成就
- 中国研究和利用芦荟第一人[2]
- 1982在闽南建立中国第一个芦荟生产基地[1]
- 中国研究和利用纯种芳樟第一人[3]
- 1999在厦门建立中国第一个纯种芳樟生产基地[4]
- 提出、建立香料香精三值理论、气味ABC与自然界气味关系图理论、香气共振理论，混沌调香理论[5]

## 任职
- 福建省政协第6、第7、第8届委员
- 中国香料香精化妆品工业协会天然添加剂委员会主任
- 福建省经济林协会副会长
- 福建省化工协会常务理事
- 福建省香料工程技术中心主任
- 福建省香化协会技术委员会副主任
- 福建省人才研究会理事
- 厦门牡丹香化实业有限公司董事长、总工程师、调香师
- 厦门市牡丹香料研究所所长
- 厦门涌泉科技发展股份有限公司技术副总监
- 厦门市科技咨询专家
- 厦门市职称评审专家
- 厦门大学兼职教授 （2003年起为化工系开设《日用品加香》课程）[6]
- 新加坡黑牡丹实业有限公司董事长
- 国光中学厦门校友会第三任理事长

## 奖励与荣誉
- 全国农村青年星火带头人标兵
- 福建省2009年度科学技术奖二等奖

## 著作
- 《神奇的植物—芦荟》，福建教育出版社，1991年，ISBN 7533409434
- 《闻香说味——漫谈奇妙的香味世界》，上海科学普及出版社，1999.04，ISBN 9787542715784
- 《调香术》（第一版），化学工业出版社，2001.01，ISBN 9787502531706
- 《日用品加香》，化学工业出版社，2003.10，ISBN 9787502547592
- 《香精香料辞典》，化学工业出版社，2007.03，ISBN 9787502588663
- 《调香术》（第二版），化学工业出版社，2008.01，ISBN 9787122014269
- 《英汉汉英香精香料分类词汇》，中国纺织出版社，2010.01，ISBN 9787506460583
- 《香樟开发利用》，化学工业出版社，2010.01，ISBN 9787122066794
- 《香味世界》，化学工业出版社，2010年，ISBN 9787122108043
- 参与由国家科技部组织编写、上海科学普及出版社出版的《芦荟栽培与加工利用》，ISBN 7542715798
- 《调香术》（第三版），化学工业出版社，2013.10，ISBN 9787122180148
- 《樟属植物资源与开发》，化学工业出版社，2013.10，ISBN 9787122212054
- 《半个鼻子品天下》，凌零出版社，2015.02，ISBN 9789865720391

## 个人轶事
初三直接报考大学，却碰到文革；1977年恢复高考后，考入中科大研究生院，因为台湾的社会关系而被退学；有“神鼻” “香精王” 之称； 此外，对闽南民俗有一定研究。